# Fatal
Fatal (ファタール?, Fatāru) è un singolo del duo giapponese Gemn, formato da Kento Nakajima e Tatsuya Kitani, pubblicato da Mastersix Foundation. La canzone funge da sigla di apertura della seconda stagione della serie televisiva anime Oshi no ko - My Star.

## Contesto e pubblicazione
Il 26 maggio 2024, il canale YouTube della serie televisiva anime Oshi no ko ha caricato il primo trailer dell'anime, rivelando che la sigla di apertura della seconda stagione dell'anime sarebbe stata Fatal e che sarebbe stata eseguita dal duo Gemn, senza però fornire alcuna informazione sugli artisti che l'avrebbero composto. Lo stesso giorno è stato pubblicato il sito web del duo, in cui erano presenti alcune lettere dei membri, alcuni testi, alcune note di copertina e vari conti alla rovescia. Al termine di uno di questi è stata annunciata la copertina del singolo. Il 30 giugno sono poi state rivelate l'identità dei membri del duo e la data di uscita della canzone, il 4 luglio 2024.

## Video musicale
Il video musicale del singolo è stato pubblicato sul canale YouTube di Kitani il 5 luglio 2024. È stato girato in Corea del Sud e diretto da Kim Woo-je di Etui Colletive e include diversi set e scene di danza di Nakajima e Kitani.

## Formazione
- Kento Nakajima – voce
- Tatsuya Kitani – voce, cantautore
- Giga – arrangiamento, missaggio
- Ayaka Toki – missaggio
- Hidekazu Sakai – mastering

## Classifiche

### Classifiche settimanali
| Classifica (2024) | Posizione massima |
| ----------------- | ----------------- |
| Giappone          | 2                 |